# 貢氏突吻鱈
貢氏突吻鱈為輻鰭魚綱鱈形目鼠尾鱈科的其中一種，分布於大西洋冰島、法羅群島至加那利群島，包括地中海西部海域，體長可達50公分，屬深海底棲性魚類，深度831-2830公尺，棲息在底層水域，生活習性不明。

## 扩展阅读
維基物種上的相關：貢氏突吻鱈